# Cinque Hommes Township
Cinque Hommes Township est un township, situé dans le comté de Perry, dans le Missouri, aux États-Unis,.
Le township est baptisé en référence au Cap Cinque Hommes, également appelée Cap St. Cosme, sur le fleuve Mississippi.

### Source de la traduction
- (en) Cet article est partiellement ou en totalité issu de l’article de Wikipédia en anglais intitulé « Cinque Hommes Township, Perry County, Missouri » (voir la liste des auteurs).